# Luigi Geatti
Luigi Geatti (Terenzano, 10 giugno 1927 – Udine, 10 marzo 2017) è stato un calciatore italiano, di ruolo portiere.

## Carriera
Dal 1949 al 1951 gioca 14 partite in Serie A con la Lucchese.
Dopo aver giocato con il Treviso tra il 1952 e il 1954, passa all'Udinese con cui nel 1957 gioca 6 partite in Serie A subendo 13 reti.

## Dopo il ritiro
Dopo aver concluso l'attività calcistica, la Zanussi Grandi Impianti recluta Geatti come impiegato. Comincia con un ufficio in casa per poi aprire un negozio ad Udine. Nel 1973 si trasferisce a Terenzano. L'azienda Geatti s.r.l., attiva nel settore delle attrezzature per la ristorazione collettiva, nasce nel 1958. Negli anni il fondatore riesce a coinvolgere moglie e figli nella conduzione dell'azienda, successivamente condotta dalla figlia Francesca.

## Palmarès

### Club

#### Competizioni nazionali
- Serie B: 1

Udinese: 1955-1956